# Maraska-Kirsche

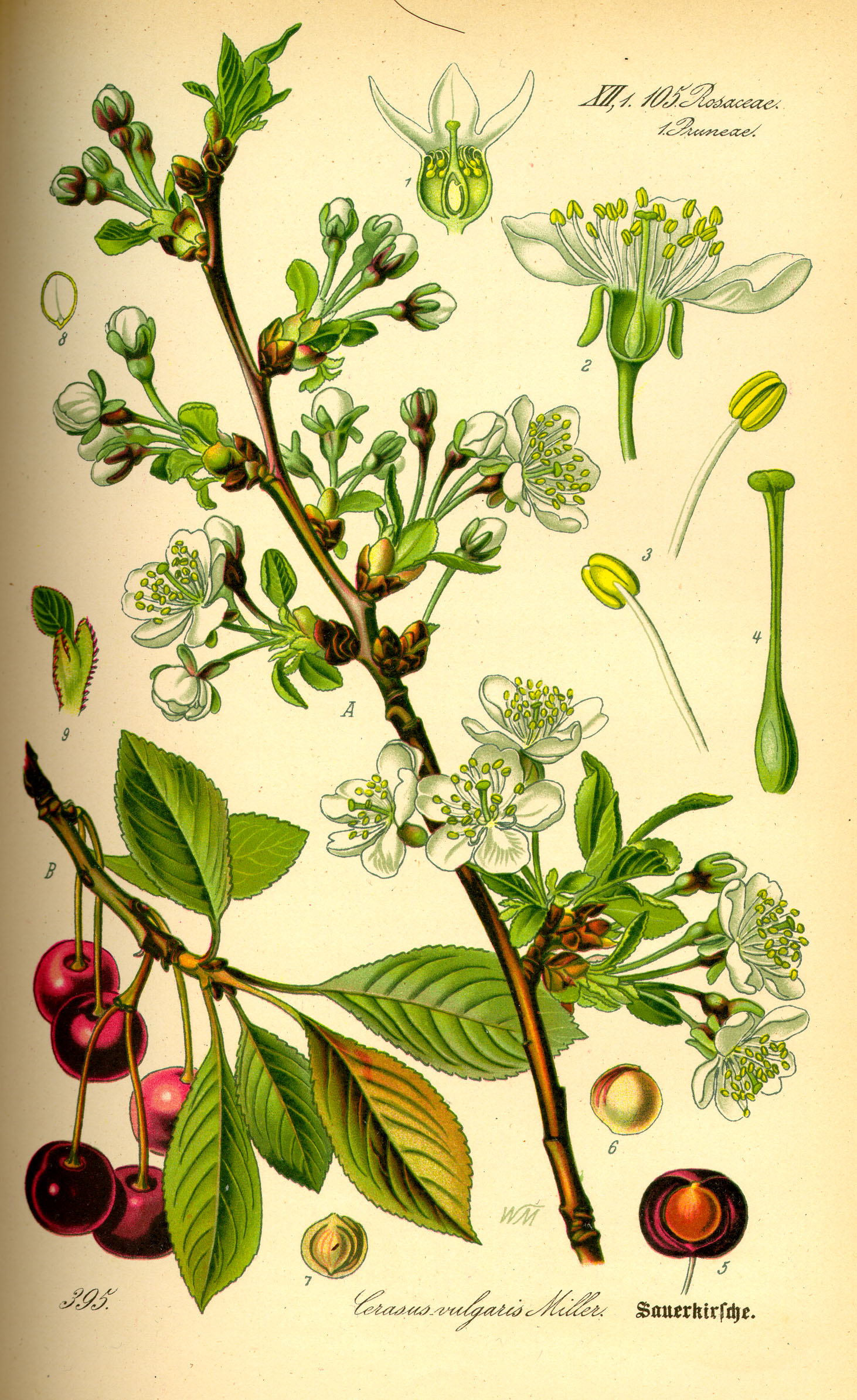
Prunus cerasus in Otto Wilhelm Thomé, Flora von Deutschland, Österreich und der Schweiz, 1885

Die Maraska-Kirsche (Prunus cerasus var. marasca) ist eine Sauerkirschensorte, die von der kroatischen Küste in der dalmatischen Region um Zadar stammt. Heute wird sie auch in Slowenien und in Oberitalien angebaut.
Im Vergleich zu vielen anderen Kirschsorten ist die Frucht der Maraska-Kirsche kleiner und herber. Die Frucht hat eine rote Haut und ein sehr weiches, dunkelrotes und saftiges Fruchtfleisch. In Kroatien reifen die Früchte um den 1. Juli. Sie eignen sich besonders zur Herstellung von Kirschspirituosen.
Für die Herstellung des klaren Maraschino-Likörs wird ausschließlich aus Maraska-Kirschen gewonnenes Destillat verwendet.
Maraska-Kirschen bilden die Grundlage für die Herstellung der dekorativen Maraschino-Kirschen (Cocktailkirschen).